# 나베르자나야 타워
나베르자나야 타워(Naberezhnaya Tower, 러시아어: Башня на Набережной)는 러시아 모스크바 모스크바 국제 비즈니스 센터 플룻 10에 건설된 마천루 단지이다.
이 건물은 세 빌딩이 서 있는 형태로 지어지는 건물이다. 타워 A는 2004년에, 타워 B는 2005년에, 타워 C는 2007년에 완공되었다. 이 중 타워 C는 2009년 고로드 스톨리츠가 완공될때까지 유럽에서 가장 높은 건물이었다. 타워 A는 모스크바 국제 비즈니스 센터에 계획된 고층 건물 가운데 가장 먼저 완공되었다.

## 같이 보기
- 러시아의 마천루 목록
- 페더레이션 타워
- 모스크바 국제 비즈니스 센터